# Federico Barbaro
Federico Barbaro (Cimpello, 18 febbraio 1913 – Pordenone, 29 febbraio 1996) è stato un missionario e traduttore italiano, appartenente ai Salesiani.

## Biografia
Emessa la professione religiosa nel 1931, dopo gli studi filosofici alla Gregoriana di Roma fu inviato missionario in Giappone nel 1935.
Ordinato presbitero a Tokyo nel 1941, si dedicò all'insegnamento. Dal 1950 al 1956 diresse l'editrice salesiana Don Bosco Sha di Tokyo, che portò a notevole sviluppo, e la rivista Katorikku Seikatsu (vita cattolica).
Pubblicò 120 libri e 2000 articoli. Il suo nome è soprattutto legato alla versione completa della Sacra Scrittura in lingua popolare giapponese moderna.